# Gran Logia Simbólica de Andorra

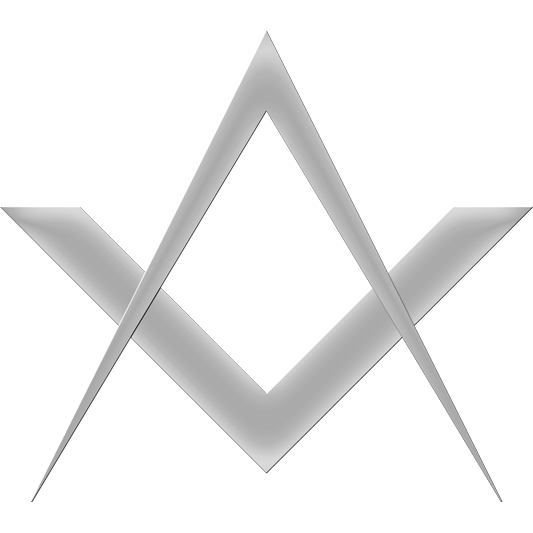
Escuadra y compás - Herramientas y símbolos en la Masonería.

La Gran Logia Simbólica D’Andorra (GLSA) es una confederación de logias masónicas de habla hispana, que trabaja en forma virtual a través de Internet.
La logia simbólica funciona con el nombre de “Llave de Salomón” y está conformada libremente por logias masónicas regulares de distintas partes del mundo, y también francmasones que adhieren en forma personal e individual. Además de los iniciados en Masonería, pueden participar todas las personas interesadas en la temática, luego de integrarse como adherentes.

## Masonería Internacional en internet
Quienes participan de los trabajos en logia, son exclusivamente francmasones que han sido iniciados en sus respectivos ritos, con el método de iniciación tradicional y presencial.
Si bien pueden participar masones de ambos sexos, y son admitidos todos los ritos regulares que estén debidamente reconocidos, el rito particular de esta Obediencia es el Escocés antiguo y aceptado.
Todas las Logias Masónicas que adhieran a la Gran Logia Simbólica de Internet, tienen que cumplir sus propias Constituciones y Reglamentos, aunque también deben adherir a los Reglamentos y Constituciones de la Gran Logia D’Andorra.
Aunque algunos tradicionalistas están en desacuerdo con el trabajo masónico a través de Internet, esta Gran Logia permite llegar a confraternizar a masones de distintas partes del mundo, que de otro modo nunca llegarían a tomar contacto.

## Historia
Si bien como grupo humano, la Gran Logia de Andorra trabajaba desde el pasado siglo XX, la Gran Logia Cibernética fue creada en julio del año 2005, y desde ese momento trabaja bajo los auspicios de la Gran Logia Unida de Inglaterra. Justamente algunos de los fundadores de esta masonería virtual son integrantes de un centro de investigación masónico, cuya sede se encuentra en Londres.
La sede física, histórica y territorial de la Gran Logia Simbólica D’Andorra se encuentra en el Principado de Andorra, aunque no limita su territorialidad a ese solo país.
La Asamblea General de la Orden admite bajo sus auspicios a Logias de otros Estados que quieran manifestarse en forma adogmática y a organizaciones masónicas que deseen trabajar a través de Internet.

## Grupos de trabajo
Por ser una logia virtual, la Gran Logia Simbólica D’Andorra no realiza iniciaciones, y se sugiere que quienes quieran participar de la Francmasonería, se acerquen a las Obediencias masónicas regulares, que funcionan en el país en que pudiera estar viviendo el candidato.
La Gran Logia Cibernética trabaja en los grados masónicos de Aprendiz, Compañero y Maestro, aunque también posee un grado previo introductorio al que se ha denominado “Cadete”.
En esta Gran Logia de Masonería virtual, existen doce logias y grupos de trabajo, con participantes de distintas partes del mundo de habla hispana.
Los grupos son:
- Cadete (GLSA)
- G1 - Aprendiz (GLSA)
- G2 - Compañero (GLSA)
- G3 - Maestro (GLSA)
- Logia Carlemany N° 1 (GLSA)
- Gran Logia Cibernética
- Masones Mexicanos Anahauac - México
- Logia Italia Free Masons - Italia
- Logia Génesis de América N° 144 – Nueva York EE. UU.
- Pensadores Mexicanos - México
- Cataluña - España
- Andorra – Andorra